# Rio Omori
Rio Omori (大森 理生 Omori Rio?, Musashimurayama, Tokio, 21 de julio de 2002) es un futbolista japonés que juega como defensa en el F. C. Imabari.

## Trayectoria
En 2019 se unió al FC Tokyo de la J1 League.

## Clubes
| Club                   | País  | Año   |
| ---------------------- | ----- | ----- |
| F. C. Tokyo            | Japón | 2021- |
| F. C. Ryukyu (cedido)  | Japón | 2022  |
| Omiya Ardija (cedido)  | Japón | 2023  |
| Iwaki F. C. (cedido)   | Japón | 2024  |
| F. C. Imabari (cedido) | Japón | 2025- |